# Liane Haid

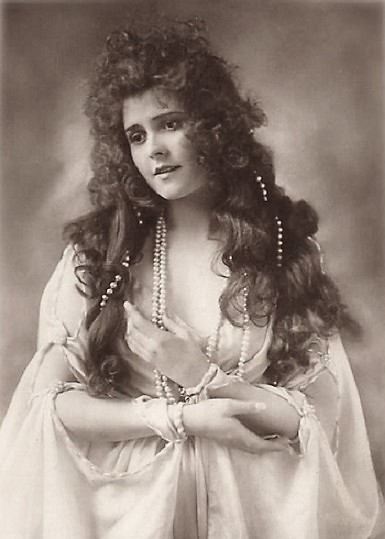
Liane Haid,
Foto: Rudolf Koppitz, 1930

Liane Haid (eigentlich Juliane Haid; * 16. August 1895 in Wien; † 28. November 2000 in Wabern bei Bern) war eine österreichische Schauspielerin und Sängerin.

## Leben und Laufbahn

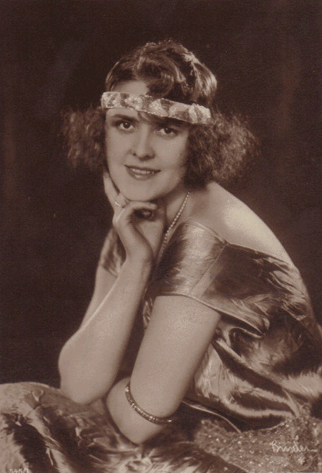
Liane Haid

Juliane Haid kam als älteste von drei Töchtern des Instrumentenmachers Georg Haid (1864–1951) und seiner Frau Juliane, geborene Kiendl, (1873–1939) in Wien zur Welt.
Ihre Schwester Grit Haid wurde ebenfalls Filmschauspielerin.
Liane Haids Bühnenlaufbahn begann als Balletteuse am Theater. Ebenfalls genoss sie eine umfassende Gesangsausbildung, was ihr später sehr von Nutzen sein sollte. 1915 hatte sie ihr Filmdebüt bei Jakob Fleck. Schließlich wurde der Regisseur Richard Oswald auf sie aufmerksam und bot ihr 1921 die Titelrolle im Stummfilm Lady Hamilton an. Nach einer weiteren Hauptrolle in Lucrezia Borgia, ebenfalls noch ohne Ton, sollte sie nach Hollywood gehen. Doch da sie inzwischen mit Baron Friedrich Haymerle, dem Sohn des ehemaligen österreichischen Ministerpräsidenten Heinrich Karl von Haymerle verheiratet war, schlug sie dieses Angebot aus.

Liane Haid, Autogrammkarte, vermutlich 1930er Jahre

Der Übergang zum Tonfilm gelang Haid mühelos. Ihr erster Tonfilm erschien 1930 Der unsterbliche Lump, dem zahlreiche weitere folgten. Anfang der 1930er Jahre befand sie sich auf dem Höhepunkt ihrer Popularität. Allein im Jahr 1933 war sie in neun Spielfilmen zu sehen. Im Streifen Das Lied ist aus sang sie den Schlager, der dann berühmt wurde: Adieu mein kleiner Gardeoffizier (1930) von Robert Stolz. Einer der bekanntesten Filme war Ungeküsst soll man nicht schlafen geh’n mit Heinz Rühmann, Theo Lingen und Hans Moser von 1936.
In ihrer fast 40 Jahre umspannenden Filmtätigkeit drehte sie rund 90 Filme und war Partnerin von Darstellern wie Conrad Veidt, Willi Forst, Gustav Fröhlich und Hans Albers.
Nachdem ihre erste Ehe 1932 geschieden wurde, heiratete sie 1936 den promovierten Juristen und Schauspieler Hans Somborn und filmte kaum noch. Kurz nach der Geburt ihres gemeinsamen Sohnes im Jahr 1939 ließ sich Dr. Somborn von Haid scheiden, um 1941 die österreichische Schauspielerin Dora Komar zu heiraten.
Haid drehte daraufhin ihren vorerst letzten Film Die unvollkommene Liebe (1940), in welchem sie eine Witwe mittleren Alters spielt, die ihren Filmpartner Willy Fritsch einer jüngeren Konkurrentin, gespielt von Gisela Uhlen überlassen muss.

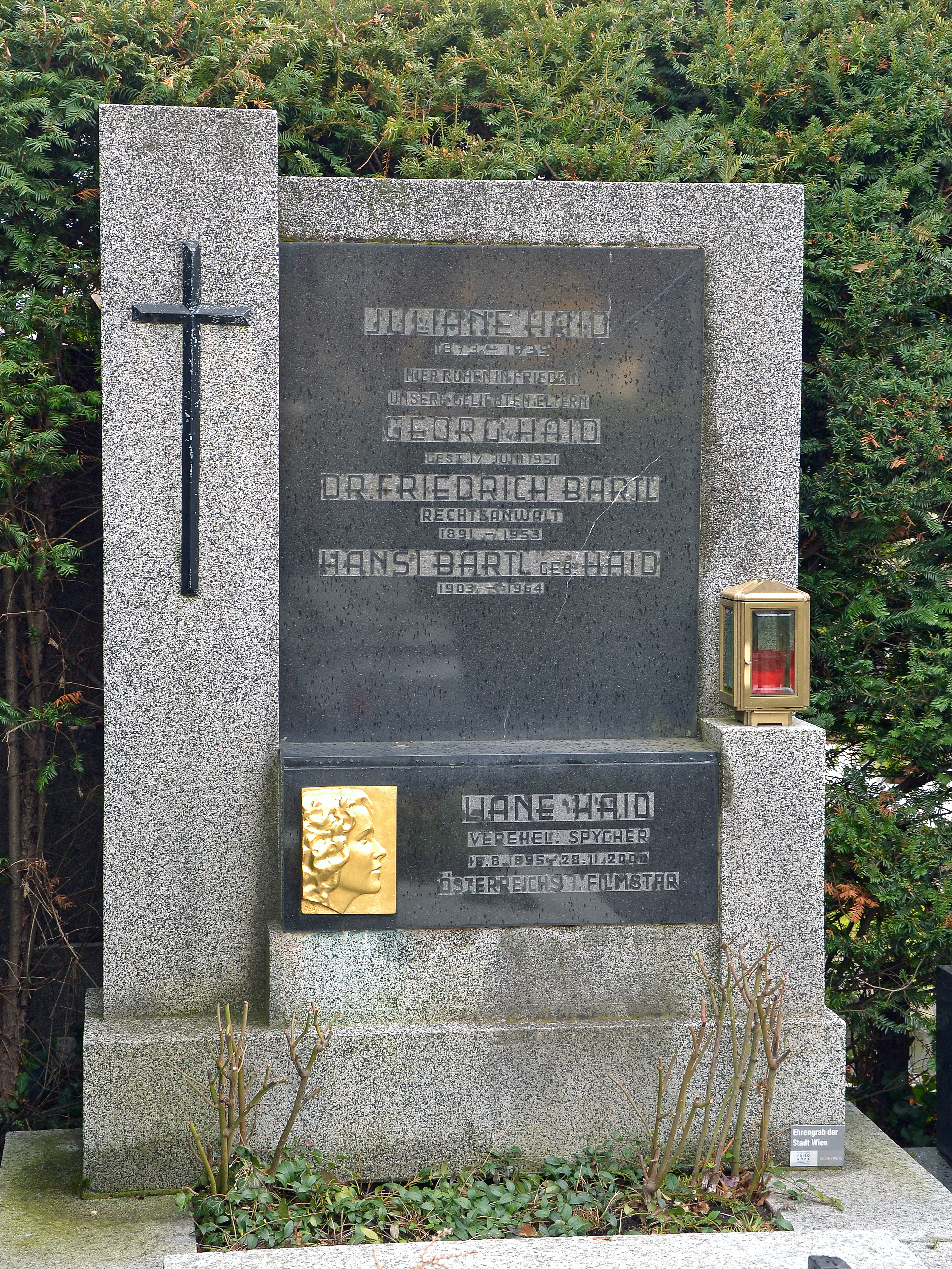
Grab am Dornbacher Friedhof (2011)

1943 heiratete sie in dritter Ehe den Schweizer Arzt Dr. Carl Spycher und begleitete ihn viele Jahre auf dessen Forschungsreisen durch die Tropen. Bedingt durch ihre Ehe lebte sie fortan in der Schweiz. Nachdem sich Spycher und Haid nach 30 Jahren trennten, lebte sie bei ihrem Sohn Pierre aus zweiter Ehe in Wabern.
Ein Comeback-Versuch nach dem Krieg scheiterte und Haid konnte nur noch in einem Film spielen. Nach dem Krug zum Grünen Kranze (1953) beendete sie offiziell ihre Karriere. Im Jahre 1969 erhielt sie ob ihrer Verdienste für den deutschen Film das Filmband in Gold.
Sie starb im Alter von 105 Jahren in ihrem Haus in Wabern.
Ihr ehrenhalber gewidmetes Grab befindet sich auf dem Dornbacher Friedhof (Gruppe 36, Gruft 9) in Wien. Im Jahr 2008 wurde in Wien-Hernals (17. Bezirk) der Liane-Haid-Weg nach ihr benannt.
Ihr Nachlass befindet sich im Filmarchiv Austria, Wien.

## Auszeichnungen
- 1969 Filmband in Gold des Bundesfilmpreises für langjähriges und hervorragendes Wirken im deutschen Film
- 1992 Rosenhügel-Preis

## Filmografie
Stummfilme
- 1915: Mit Herz und Hand fürs Vaterland
- 1916: Mit Gott für Kaiser und Reich
- 1916: Auf der Höhe
- 1916: Die Landstreicher
- 1916: Die Tragödie auf Schloß Rottersheim
- 1916: Lebenswogen
- 1917: Mir kommt keiner aus
- 1917: Der Verschwender
- 1917: Der Doppelselbstmord
- 1917: Der König amüsiert sich
- 1917: Der Schandfleck
- 1918: So fallen die Lose des Lebens
- 1919: Die Ahnfrau
- 1920: Der Herr des Lebens
- 1920: Lasset die Kleinen zu mir kommen
- 1920: Durch Wahrheit zum Narren
- 1920: Freut Euch des Lebens
- 1920: Der tanzende Tod
- 1920: Die Stimme des Gewissens
- 1920: Der Leiermann
- 1920: Eva, die Sünde
- 1920: Doktor Ruhland
- 1920: Die Frau in Weiß
- 1921: Sein Lebenslicht
- 1921: Die Filme der Prinzessin Fantoche
- 1921: Das Geld auf der Straße
- 1921: Der Roman eines Dienstmädchens
- 1921: Lady Hamilton
- 1922: Lucrezia Borgia
- 1923: Schlagende Wetter
- 1923: Der Pantoffelheld
- 1923: Südliche Liebe
- 1925: Ich liebe Dich
- 1925: Die Insel der Träume
- 1925: Liebesfeuer
- 1926: Die Brüder Schellenberg
- 1926: Der Provinzonkel
- 1926: Im weißen Rößl
- 1926: Als ich wiederkam
- 1926: Der Sohn des Hannibal
- 1927: Der fesche Erzherzog
- 1927: Die Czardasfürstin
- 1927: Der goldene Abgrund
- 1927: Der letzte Walzer
- 1927: Die weiße Sklavin
- 1927: Die Dollarprinzessin und ihre sechs Freier
- 1928: Die Dame in Schwarz
- 1928: Zwei rote Rosen
- 1928: Die Königin seines Herzens
- 1928: Marquis d’Eon, der Spion der Pompadour
- 1928: Der Weiberkrieg
- 1928: S.O.S. Schiff in Not
- 1929: Spiel um den Mann
- 1929: Schwarzwaldmädel

Tonfilme
- 1930: Der unsterbliche Lump
- 1930: Zweimal Hochzeit
- 1930: Das Lied ist aus
- 1931: Kaiserliebchen
- 1931: Schatten der Manege
- 1931: Grock
- 1931: Opernredoute
- 1931: Die Männer um Lucie
- 1931: Meine Cousine aus Warschau
- 1931: Madame hat Ausgang
- 1932: Der Prinz von Arkadien
- 1932: Der Orlow
- 1932: Ich will nicht wissen, wer du bist
- 1933: Madame wünscht keine Kinder
- 1933: Eine Frau wie Du
- 1933: Der Stern von Valencia
- 1933: Sag mir wer du bist
- 1933: Polizeiakte 909 (Taifun)
- 1933: Roman einer Nacht
- 1933: Ihre Durchlaucht, die Verkäuferin
- 1933: Das Schloß im Süden
- 1933: Keine Angst vor Liebe
- 1934: Bei der blonden Kathrein
- 1934: Besuch am Abend
- 1935: Die Fahrt in die Jugend
- 1935: Tanzmusik
- 1936: Ungeküßt soll man nicht schlafen geh’n
- 1936: Whom the Gods Love
- 1937: Peter im Schnee
- 1940: Die unvollkommene Liebe
- 1953: Im Krug zum grünen Kranze (Die 5 Karnickel)

## Diskografie
- Potpourri „Meine Schwester und ich“ (Ralph Benatzky), 1930, Liane Haid - Oskar Karlweis und die Lewis Ruth Band, Electrola Nr. E.H. 501
- Adieu, mein kleiner Gardeoffizier (Robert Stolz/Walter Reisch) aus dem Super-Tonfilm „Das Lied ist aus“ (Regie: Géza von Bolváry), 1930, Liane Haid mit Lewis Ruth Band, Leitung: Robert Stolz, Electrola Nr. E.H. 609
- Ich will nicht wissen, wer du bist (Robert Stolz/Ernst Marischka) aus dem gleichnamigen Tonfilm (Regie: Géza von Bolváry), 1932, Liane Haid und Eddie Saxon und seinem Columbia-Tanz-Orchester, Columbia Nr. DW. 2133-I